# Espacio Riesco
Espacio Riesco es el mayor y más moderno centro de convenciones, exhibiciones y eventos de Chile, ubicado en la comuna de Huechuraba, en la ciudad de Santiago, Chile. Ampliamente reconocido a nivel internacional y miembro de International Congress and Convention Association (ICCA). 
Inscrita como Centro de Convenciones Santiago S.A., sus controladores son una sociedad conformada por la familia Torres Riesco. Ha sido sede de eventos de carácter internacional, como la reunión de líderes de la APEC Chile 2004, I Cumbre de la Comunidad de Estados Latinoamericanos y Caribeños y la Unión Europea y la II Cumbre de la Celac, ambas realizadas en 2013. Es actualmente sede de eventos como Festigame, y versiones de Comic Con Chile, ambas de carácter familiar y de alta asistencia. 
En marzo de 2020, durante el inicio del brote por la pandemia por coronavirus en Chile, el Ministerio de Salud de Chile arrendó las dependencias del recinto, con el objetivo de instalar un hospital de campaña con 800 camas hospitalarias para atender casos de baja a mediana complejidad en un lugar adaptado a las necesidades de los eventuales pacientes que se atiendan en el sector nororiente de Santiago, hecho por el cual, la Contraloría General de la República, ofició al ministerio para transparentar y conocer toda la información del proceso de arrendamiento.